# Smoczy Książę
Smoczy Książę (ang. The Dragon Prince, od 2018) – amerykański serial animowany, stworzony przez Aarona Ehasza (który pracował także przy serialu Awatar: Legenda Aanga) i Justina Richmonda.
Serial miał swoją premierę 14 września 2018 w serwisie Netflix we wszystkich krajach świata.
W październiku 2018 zostało potwierdzone, że serial został przedłużony o drugi sezon, którego premiera odbyła się 15 lutego 2019. Potwierdzono również trzeci sezon serialu. 6 października 2019 ogłoszono, że premiera trzeciego sezonu nastąpi 22 listopada 2019. 24 lipca 2020 potwierdzono, że serial został przedłużony o cztery nowe sezony, każdy po 9 odcinków. Sezon czwarty został wyemitowany 3 listopada 2022. Następne 2 serie miały premierę odpowiednio 22 lipca 2023 oraz 26 lipca 2024.

## Opis fabuły
Akcja serialu ma miejsce w świecie zamieszkałym przez ludzi i elfy. Swego czasu te rasy żyły w pokoju, jednak kiedy pewien człowiek odkrył i postanowił używać czarnej magii, ludziom kazano opuścić wspólne tereny i osiedlić się na zachodzie. Obecnie, po zabiciu przez ludzi smoczego króla i zniszczeniu jego jedynego jaja – przyszłego smoczego księcia, światu zagraża wojna. Elfy, pragnąc pomścić swoich smoczych obrońców, zamierzają zabić ludzkiego króla Harrowa i jego dziedzica, młodego księcia Ezrana. Należąca do rasy elfów Rayla spotyka Ezrana i przyrodniego brata Calluma, do których jest wrogo nastawiona i mówi, że jajo zostało zniszczone. Okazuje się jednak, że jajo wcale nie zostało zniszczone, tylko skradzione. Postanawiają więc zwrócić je jego matce, mając nadzieję na uniknięcie wojny. Nadworny mag Viren ma jednak inne plany, wysyła więc swoje dzieci – Sorena i Claudię, aby odnaleźli książęta i odzyskali jajo.

## Obsada
- Jack De Sena – Callum (s1-7)
- Paula Burrows – 
  - Rayla (s1-7).
  - Opeli (s1-7),
  - Annika (s2),
  - Berto (s2, s5, s7)
- Sasha Rojen – Ezran (s1-7)
- Racquel Belmonte – Claudia (s1-7)
- Jesse Inocalla – Soren (s1-7)
- Jason Simpson – 
  - Viren (s1-6)
  - Barius (s1-7)
  - Terbium (s4, s7)
- Jonathan Holmes – 
  - Runaan (s1, s3, s6-7),
  - Saleer (s2-3)
- Luc Roderique – 
  - Harrow (s1-6),
  - Karim (s4-7)
- Omari Newton – Corvus (s1-7)
- Adrian Petriw – Gren (s1-7)
- Ellie King – Lujanne (s1-3, s6-7)
- Nahanni Mitchell – Ellis (s1-2)
- Patricia Isaac – Neha (s2)
- Erik Todd Dellums – Aaravos (s2-7)
- Kazumi Evans – Sarai (s2-3)
- Tyron Savage – Lain (s2, s6)
- Ely Jackson – Tiadrin (s2, s6)
- Zelda Ehasz – Aanya (s2-3, s6-7)
- Cole Howard – Crowmaster (s2-5)
- Peter Kelamis – Kapitan Villads (s2, s5, s7)
- Sam Vincent –
  - Fen (s2-3),
  - Tristan (s1),
  - Allen (s1, s6-7)
- Anak Arao – Sol Regem (s3-6)
- Ian James Corlett –
  - Ibis (s3-4),
  - Ahling (s2)
- Vincent Gale – Ethari (s3, s7)
- Rhona Rees – Nyx (s3, s5, s7)
- Nicole Oliver – Zubeia (s3-7)
- Chris Metzen – Avizandum (s3, s5)
- Rena Anakwe – Janai (s3-7)
- Ashleica Edmond – Kazi (s3-6)
- Brenda Crichlow – Królowa Khessa (s3)
- Vincent Tong – Kasef (s3)
- Brian Drummond – 
  - Ziard (s3, s7),
  - Stern One (s6)
- Cecilly Day – Miyana (s4-7)
- Benjamin Callins –Terry (s4-7)
- Ana Sani – Lucia (s4)
- Ben Cotton – Rex Igneous (s4, s7)
- Mark Hildreth –  Chert (s4, s7)
- Jennifer Hale – Domina Profundis (s5, s7)
- Anand Rajaram – Mukho (s5-7)
- Dave Ward – Elmer (s5)
- Tariq Leslie – Kapitan Finnegrin (s5)
- Julie Lemieux – Akiyu (s5)
- Laara Sadiq – Kim'dael (s5)
- Greg Rogers – Kpp'Ar (s5)
- Deven Mack – Pharos (s5-6)
- Ridley Simpson – Leola (s6)
- Boone Williams – Astrid (s6-7)
- Ethan Farrell - Kosmo (s6-7)
- Lee Majdoub  – Lyrennus (s7)
- Stephanie Izsak – Lissa (s7)
- Danté Basco –  Azymondias (s7)

## Przegląd sezonów
| Sezon | Sezon | Sezon    | Saga                                                                      | Tytuł polski | Tytuł oryginalny | Odcinki           | Data premiery w serwisie Netflix (również w Polsce) |
| ----- | ----- | -------- | ------------------------------------------------------------------------- | ------------ | ---------------- | ----------------- | --------------------------------------------------- |
|       |       | 1        | Smoczy Książę (The Dragon Prince)                                         | Księżyc      | Moon             | 9                 | 14 września 2018                                    |
|       | 2     | Niebo    | Smoczy Książę (The Dragon Prince)                                         | Sky          | 9                | 15 lutego 2019    |                                                     |
|       | 3     | Słońce   | Smoczy Książę (The Dragon Prince)                                         | Sun          | 9                | 22 listopada 2019 |                                                     |
|       |       | 4        | Smoczy Książę: Tajemnica Aaravosa (The Dragon Prince: Mystery of Aaravos) | Ziemia       | Earth            | 9                 | 3 listopada 2022                                    |
|       | 5     | Ocean    | Ocean                                                                     | 9            | 22 lipca 2023    |                   |                                                     |
|       | 6     | Gwiazdy  | Stars                                                                     | 9            | 26 lipca 2024    |                   |                                                     |
|       | 7     | Ciemność | Dark                                                                      | 9            | 19 grudnia 2024  |                   |                                                     |

## Spis odcinków
| Data premiery                                                             | Numer | Polski tytuł                      | Angielski tytuł           |
| ------------------------------------------------------------------------- | ----- | --------------------------------- | ------------------------- |
|                                                                           |       |                                   |                           |
| Smoczy Książę (The Dragon Prince)                                         |       |                                   |                           |
|                                                                           |       |                                   |                           |
| Księga pierwsza: Księżyc                                                  |       |                                   |                           |
|                                                                           |       |                                   |                           |
| 14 września 2018                                                          | 01    | Bezkrólewie                       | Echoes of Thunder         |
|                                                                           |       |                                   |                           |
| 14 września 2018                                                          | 02    | Co się stało, to się nie odstanie | What Is Done              |
|                                                                           |       |                                   |                           |
| 14 września 2018                                                          | 03    | Pełnia księżyca                   | Moonrise                  |
|                                                                           |       |                                   |                           |
| 14 września 2018                                                          | 04    | Krwiopijcy                        | Bloodthirsty              |
|                                                                           |       |                                   |                           |
| 14 września 2018                                                          | 05    | Pusty tron                        | An Empty Throne           |
|                                                                           |       |                                   |                           |
| 14 września 2018                                                          | 06    | Przełamać lody                    | Through the Ice           |
|                                                                           |       |                                   |                           |
| 14 września 2018                                                          | 07    | Sztylet i wilk                    | The Dagger and the Wolf   |
|                                                                           |       |                                   |                           |
| 14 września 2018                                                          | 08    | Przeklęta kaldera                 | Cursed Caldera            |
|                                                                           |       |                                   |                           |
| 14 września 2018                                                          | 09    | Magiczna burza                    | Wonderstorm               |
|                                                                           |       |                                   |                           |
| Księga druga: Niebo                                                       |       |                                   |                           |
|                                                                           |       |                                   |                           |
| 15 lutego 2019                                                            | 10    | Tajemnica i iskra                 | A Secret and a Spark      |
|                                                                           |       |                                   |                           |
| 15 lutego 2019                                                            | 11    | Księżycowe kłamstwa               | Half Moon Lies            |
|                                                                           |       |                                   |                           |
| 15 lutego 2019                                                            | 12    | Dym i lustra                      | Smoke and Mirrors         |
|                                                                           |       |                                   |                           |
| 15 lutego 2019                                                            | 13    | Morska podróż                     | Voyage of the Ruthless    |
|                                                                           |       |                                   |                           |
| 15 lutego 2019                                                            | 14    | Złamana pieczęć                   | Breaking the Seal         |
|                                                                           |       |                                   |                           |
| 15 lutego 2019                                                            | 15    | Serce tytana                      | Heart of a Titan          |
|                                                                           |       |                                   |                           |
| 15 lutego 2019                                                            | 16    | Smoczy gniew                      | Fire and Fury             |
|                                                                           |       |                                   |                           |
| 15 lutego 2019                                                            | 17    | Księga przeznaczenia              | The Book of Destiny       |
|                                                                           |       |                                   |                           |
| 15 lutego 2019                                                            | 18    | Oddech                            | Breathe                   |
|                                                                           |       |                                   |                           |
| Księga trzecia: Słońce                                                    |       |                                   |                           |
|                                                                           |       |                                   |                           |
| 22 listopada 2019                                                         | 19    | Sol Regem                         | Sol Regem                 |
|                                                                           |       |                                   |                           |
| 22 listopada 2019                                                         | 20    | Korona                            | The Crown                 |
|                                                                           |       |                                   |                           |
| 22 listopada 2019                                                         | 21    | Duch                              | Ghost                     |
|                                                                           |       |                                   |                           |
| 22 listopada 2019                                                         | 22    | Pustynia Północna                 | The Midnight Desert       |
|                                                                           |       |                                   |                           |
| 22 listopada 2019                                                         | 23    | Bohaterowie i geniusze            | Heroes and Masterminds    |
|                                                                           |       |                                   |                           |
| 22 listopada 2019                                                         | 24    | Upadek Smoczego Króla             | Thunderfall               |
|                                                                           |       |                                   |                           |
| 22 listopada 2019                                                         | 25    | Mroczne zaklęcie                  | Hearts of Cinder          |
|                                                                           |       |                                   |                           |
| 22 listopada 2019                                                         | 26    | Smocza Straż                      | Dragonguard               |
|                                                                           |       |                                   |                           |
| 22 listopada 2019                                                         | 27    | Ostateczna bitwa                  | The Final Battle          |
|                                                                           |       |                                   |                           |
| Smoczy Książę: Tajemnica Aaravosa (The Dragon Prince: Mystery of Aaravos) |       |                                   |                           |
|                                                                           |       |                                   |                           |
| Księga czwarta: Ziemia                                                    |       |                                   |                           |
|                                                                           |       |                                   |                           |
| 3 listopada 2022                                                          | 28    | Ponowne narodziny                 | Rebirthday                |
|                                                                           |       |                                   |                           |
| 3 listopada 2022                                                          | 29    | Upadłe gwiazdy                    | Fallen Stars              |
|                                                                           |       |                                   |                           |
| 3 listopada 2022                                                          | 30    | Dech w piersiach                  | Breathtaking              |
|                                                                           |       |                                   |                           |
| 3 listopada 2022                                                          | 31    | Przez lustro                      | Through the looking glass |
|                                                                           |       |                                   |                           |
| 3 listopada 2022                                                          | 32    | Wielkie Wrota                     | The Great Gates           |
|                                                                           |       |                                   |                           |
| 3 listopada 2022                                                          | 33    | Smocza Gęstwina                   | The Drakewood             |
|                                                                           |       |                                   |                           |
| 3 listopada 2022                                                          | 34    | Pod powierzchnią                  | Beneath the surface       |
|                                                                           |       |                                   |                           |
| 3 listopada 2022                                                          | 35    | Rex Igneous                       | Rex Igneous               |
|                                                                           |       |                                   |                           |
| 3 listopada 2022                                                          | 36    | Ucieczka z Umber Tor              | Escape from Umber Tor     |
|                                                                           |       |                                   |                           |
| Księga piąta: Ocean                                                       |       |                                   |                           |
|                                                                           |       |                                   |                           |
| 27 lipca 2023                                                             | 37    | Domina Profundis                  | Domina Profundis          |
|                                                                           |       |                                   |                           |
| 27 lipca 2023                                                             | 38    | Stare rany                        | Old wounds                |
|                                                                           |       |                                   |                           |
| 27 lipca 2023                                                             | 39    | Koszmary i odkrycia               | Nightmares & revelations  |
|                                                                           |       |                                   |                           |
| 27 lipca 2023                                                             | 40    | Wielka książnica                  | The great bookery         |
|                                                                           |       |                                   |                           |
| 27 lipca 2023                                                             | 41    | Arcymagini Akiyu                  | Archmage Akiyu            |
|                                                                           |       |                                   |                           |
| 27 lipca 2023                                                             | 42    | skok                              | Bait and switch           |
|                                                                           |       |                                   |                           |
| 27 lipca 2023                                                             | 43    | Na morzu                          | Sea legs                  |
|                                                                           |       |                                   |                           |
| 27 lipca 2023                                                             | 44    | Finnegrina tren                   | Finegrin's wake           |
|                                                                           |       |                                   |                           |
| 27 lipca 2023                                                             | 45    | Infantis Sanguine                 | Infantis Sanguine         |
|                                                                           |       |                                   |                           |
| Księga szósta: Gwiazdy                                                    |       |                                   |                           |
|                                                                           |       |                                   |                           |
| 26 lipca 2024                                                             | 46    | Gwiezdny Dotyk                    | Startouched               |
|                                                                           |       |                                   |                           |
| 26 lipca 2024                                                             | 47    | Miłość, Wojna I Grzyby            | Love, war & mushrooms     |
|                                                                           |       |                                   |                           |
| 26 lipca 2024                                                             | 48    | Zamarznięty statek                | The frozen ship           |
|                                                                           |       |                                   |                           |
| 26 lipca 2024                                                             | 49    | Drapacz Gwiazd                    | The Starscraper           |
|                                                                           |       |                                   |                           |
| 26 lipca 2024                                                             | 50    | Bezksiężycowa noc                 | Moonless night            |
|                                                                           |       |                                   |                           |
| 26 lipca 2024                                                             | 51    | Chwila prawdy                     | Moment of truth           |
|                                                                           |       |                                   |                           |
| 26 lipca 2024                                                             | 52    | Uwaga, wesele                     | The red wedding           |
|                                                                           |       |                                   |                           |
| 26 lipca 2024                                                             | 53    | Wszyscy padamy                    | We all fall down          |
|                                                                           |       |                                   |                           |
| 26 lipca 2024                                                             | 54    | Gwiezdny pył                      | Stardust                  |
|                                                                           |       |                                   |                           |
| Księga siódma: Ciemność                                                   |       |                                   |                           |
|                                                                           |       |                                   |                           |
| 19 grudnia 2024                                                           | 55    | Śmierć jak żywa                   | Death alive               |
|                                                                           |       |                                   |                           |
| 19 grudnia 2024                                                           | 56    | Niewinne serce                    | True heart                |
|                                                                           |       |                                   |                           |
| 19 grudnia 2024                                                           | 57    | Lśniące kości                     | The glittering bones      |
|                                                                           |       |                                   |                           |
| 19 grudnia 2024                                                           | 58    | Niedokończone sprawy              | Unfinished business       |
|                                                                           |       |                                   |                           |
| 19 grudnia 2024                                                           | 59    | Lepkie palce                      | Sticky fingers            |
|                                                                           |       |                                   |                           |
| 19 grudnia 2024                                                           | 60    | Inwersja                          | Inversion                 |
|                                                                           |       |                                   |                           |
| 19 grudnia 2024                                                           | 61    | Tytan i król                      | The Titan and the King    |
|                                                                           |       |                                   |                           |
| 19 grudnia 2024                                                           | 62    | Umierające światło                | Dying light               |
|                                                                           |       |                                   |                           |
| 19 grudnia 2024                                                           | 63    | Odrodzenie                        | Nova                      |
|                                                                           |       |                                   |                           |